# Ryan McLaughlin
Ryan McLaughlin (Belfast, 30 september 1994) is een Noord-Iers voetballer die bij voorkeur als rechtsback speelt. Hij staat onder contract bij Liverpool, waar hij doorstroomde vanuit de eigen jeugdopleiding. In 2014 debuteerde hij voor Noord-Ierland.

## Clubcarrière
Liverpool haalde de zestienjarige McLaughlin in 2011 weg bij het Noord-Ierse Glenavon. Op 9 januari 2014 werd bekend dat hij voor 28 dagen zou worden uitgeleend aan Barnsley. Op 18 januari 2014 maakte de Noord-Ier zijn opwachting in de Football League Championship in het thuisduel tegen Blackpool. Op 29 januari 2014 werd bekend dat hij enkele weken out zou zijn. Twee dagen later werd besloten dat de vleugelverdediger voor de restant van het seizoen bij Barnsley mag blijven. In de zomer keerde McLaughlin terug naar Liverpool.

## Interlandcarrière
Op 31 mei 2014 debuteerde McLaughlin voor Noord-Ierland in de vriendschappelijke interland tegen Uruguay. Het was reeds 78 jaar geleden dat een speler van Liverpool voor Noord-Ierland uitkwam.